# Balás Béla (író)
Szépvízi Balás Béla (Csíkszépvíz, 1871 – Gödöllő, 1934) magyar író, történész.

## Élete
A két világháború között működött íróként és történészként. 1925–1926-ban Napsugár címen „ősmagyar” folyóiratot adott ki, majd főtitkára volt a budapesti Székely Irodalmi és Tudományos Társaságnak. Kánaán pusztulása című, zsidóellenes szemléletű regénye a II. világháború után betiltásra került. 
Kutatásokat folytatott a székelyek és a csángók történetével kapcsolatban.

## Művei
- Kánaán pusztulása I–II. Ókori regény, Nemzeti Irodalmi és Nyomda Részvénytársaság, Budapest, 1921. (új kiadás: Gede Testvérek Bt., Budapest, 2001, ISBN 963-9298-24-7)
- Atilla Urunk I–III., Stádium Sajtóvállalat R.-T., Budapest, 1923.
- Az ősmagyar vallás és öt nagy vallás bevezetése. Turáni Füzetek 1. füzet. 1925.
- A csángóság eredete és története, Budapest, 1934. (új kiadás: Hermit Könyvkiadó Bt., Budapest, 2018,  ISBN 9786155797224)
- Az örök magyar Erdély, Gödöllő, 1940.
- A székely nemzet története a Kr. e. 1200-tól, a Kr. u. 1562-ig, Csíkszereda, 1943.